# Awaswas
L’awaswas (ou coastanoan de Santa Cruz) est une langue costanoane parlée aux États-Unis, en Californie, dans les régions côtières de la baie de Monterey, entre Davenport et Aptos. 
La langue est éteinte.
Elle est classée dans la branche des langues costanoanes du Nord, par exemple par Catherine Callaghan en 2001, mais plus récemment, en 2014, Callaghan le classe avec le mutsun dans la branche des langues costanoanes du Sud.